# 井上滉稀
井上 滉稀（いのうえ こうき、1995年3月15日 - ）は、日本の子役である。活動当時の所属事務所は、株式会社キャロットが運営するCAROTTE。

## 出演

### テレビドラマ
- 天気予報の恋人（2000年、フジテレビ） - 原田達也 役
- 温泉へ行こう 第2シリーズ 第10話（2000年、TBS）
- 女と愛とミステリー 人間の証明2001（2001年1月7日・1月10日、テレビ東京・BSジャパン） - 下田太郎 役
- ココだけの話 第13話「バスが来ない」（2001年2月3日、テレビ朝日）
- 早乙女タイフーン 第4話（2001年8月4日、テレビ朝日） - サトル 役
- 女と愛とミステリー なんでも屋大蔵の事件簿（2002年7月7日・7月10日、テレビ東京・BSジャパン）
- 女と愛とミステリー なんでも屋大蔵の事件簿 2（2003年7月20日・7月23日、テレビ東京・BSジャパン） - 健太 役
- 月曜ミステリー劇場 弁護士 朝吹里矢子 第3作「放火殺人の謎」（2003年10月20日、TBS）

### テレビ番組
- ほんとにあった怖い話（2004年1月17日・3月6日[2]、フジテレビ） - ほん怖クラブ メンバー

### CM
- インバーター冷蔵庫・タント（2000年、松下電器産業）[2]
- PlayStation 2（2003年、ソニー・コンピュータエンタテインメント）
- トヨタ・ラウム（2003年、トヨタ自動車）